# West Point (California)
West Point, anteriormente conocido como Indian Gulch y Westpoint, es un lugar designado por el censo ubicado en el condado de Calaveras en el estado estadounidense de California. En el año 2000 tenía una población de 746 habitantes y una densidad poblacional de 76.9 personas por km².

## Geografía
West Point se encuentra ubicado en las coordenadas 38°23′57″N 120°31′39″O / 38.39917, -120.52750. Según la Oficina del Censo, la ciudad tiene un área total de 9,7 km² (3,7 mi²), de la cual 9,7 km² (3,7 mi²) es tierra y 0 km² (0 mi²) (0.00%) es agua.

## Demografía
Según la Oficina del Censo en 2000 los ingresos medios por hogar en la localidad eran de $25,417, y los ingresos medios por familia eran $27,794. Los hombres tenían unos ingresos medios de $24,028 frente a los $22,500 para las mujeres. La renta per cápita para la localidad era de $11,439. Alrededor del 33.9% de la población estaban por debajo del umbral de pobreza.